# Вучич Перишич, Тома
Тома Вучич Перишич (серб. Тома Вучић Перишић; 1787 или 1788, Барич Османская империя (ныне община Обреновац близ Белграда) — 13 июля 1859, Белград) — сербский политик, крупный землевладелец, участник первого и второго сербских восстаний, воевода, статский советник. Один из лидеров партии, так называемых, уставобранителей (защитников конституции), группы сербских политиков, землевладельцев, чиновников, представителей торговой буржуазии, объединившихся для защиты данной Сербскому княжеству в 1838 году конституции, бывших в оппозиции к князю Михаилу Обреновичу из династии Обреновичей.
Считается первым сербским полицейским. В народе получил прозвище Господарь Вучич (серб. Господар Вучић).

## Биография
Во время первого сербского восстания в начале XIX века под руководством Карагеоргия Петровича призывал направить все силы мятежников против Османского господства, но эти планы по вине Милоша Обреновича не достигли успеха. Во время беспорядков в княжестве в 1820-х и 1830-х годах был сторонником князя Милоша, в последующие годы, однако, он стал ярым уставобранителем и одним из главных их лидеров.
Уставобранители добились в 1839 году отречения от престола князя Милоша Обреновича. Был в оппозиции к князю Михаилу Обреновичу из династии Обреновичей.
Совместно с А. Петрониевичем и Е. Обреновичем принял участие в первом из регентств в Сербии (1839—1840).
Через год после вступления в должность, подал в отставку, мотивируя этот шаг якобы «злоумышленными действиями» князя Михаила Обреновича, направленными против него. Противоречия Михаила и оппозиции привели к высылке Томы Вучича Перишича, А. Петрониевича и нескольких других из Сербии в августе 1840 года.
В 1842 они произвели государственный переворот, свергнув сына Милоша — князя Михаила, и инспирировали избрание князем сына Карагеоргия — Александра Карагеоргиевича (1842—1858).
В 1848—1858 годах был в оппозиции к князю Александру. С 1852 — в отставке.
После восстановления на престоле Милоша Обреновича в январе 1859 был заключён в тюрьму, позже, из-за болезни, переведен в военный госпиталь, где умер при загадочных обстоятельствах, вероятно, был отравлен. Скончался в агонии, на следующий день был похоронен в простой крестьянской одежде, его останки в 1903 году были перенесены в церковь на кладбище Ташмайдан в Белграде.

## Память
- Именем Томы Вучича Перишича названа улица в Белграде[2].